# Wedge Tomb von Usna

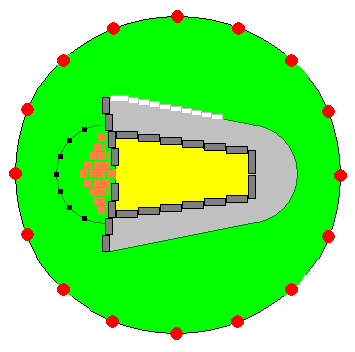
Schema eines Wedge Tombs

Das Wedge Tomb von Usna (irisch Osna), auf historischen Karten als Dermot and Grania’s Bed markiert, liegt auf dem Gelände des Carrick-on-Shannon Golf Club, östlich von Boyle (irisch Mainistir na Buille) im County Roscommon in Irland. Das Wedge Tomb wurde von Ruaidhrí de Valera ausgegraben und von Seán Ó Nualláin als ziemlich gut erhalten beschrieben. Wedge Tombs (deutsch „Keilgräber“), früher auch „wedge-shaped gallery grave“ genannt, sind ganglose, mehrheitlich ungegliederte Megalithanlagen der späten Jungsteinzeit und der frühen Bronzezeit.

## Beschreibung
Die etwa 8,5 m lange West-Ost orientierte Kammer ist 1,0 bis 1,7 m breit und wird U-förmig von einer teilweise erhaltenen Außenwand umgeben. Die Galerie ist unterteilt durch eine etwa 1,5 m lange Vorkammer im Westen, die durch einen hohen Stein getrennt ist, der 0,4 m höher als die Seitensteine aufragt. Das östliche Ende der Galerie wird von einem etwa 3,2 m langen, 2,3 m breiten und 0,45 m dicken Deckstein bedeckt. Auf der Nordseite sind sieben und auf der Südseite zehn Tragsteine (alle zwischen 0,2 und 0,85 m hoch) erhalten. Am Westende stehen die Antensteine der Vorkammer 1,5 m voneinander entfernt.
Das Wedge Tomb lag in einem trapezförmigen Steinhügel von etwa 10 m Länge und 2,5 m Breite an der Ost- sowie 7,5 m an der Westseite, der durch Randsteine definiert war. Es ist heute als runder grasbewachsener Hügel von 24 m Durchmesser und 1,6 bis 2,0 m Höhe erhalten, aus dem nur der Deckstein der Galerie ragt.